# Epicrates crassus
Conhecida popularmente por salamanta ou cobra-arco-íris, a serpente Epicrates crassus é encontrada na região central e ao sul da América do Sul, no Brasil ocorre nos estados de Rondônia, Pará, Mato Grosso, Tocantins, Pernambuco,Goiás, Minas Gerais, São Paulo, Mato Grosso do Sul, Paraná e Rio Grande do Sul. Também são encontradas em formações abertas na Bolívia, nas Pradarias da Argentina e Paraguai.
Possui a parte dorsal de coloração castanho claro e escuro, manchas castanhas com bordas brancas nas laterais e três listras na região dorsal da cabeça. Vive em habitat terrícola e sua forma de defesa é esconder sua cabeça e deferir botes, se alimenta de diversos tipos de animais, como aves e até mamíferos pequenos.
Fazendo parte do grupo dos amniota (embriões rodeados por membrana amniótica) essa espécie possui a dentição aglífa (sem presa inoculadora de veneno), com isso, a forma de matar suas presas é por constrição (asfixia).
É Pertencente do reino Animália, filo Chordata, classe Reptilia, ordem Squamata, Familia Boidae, gênero Epicrates, e espécie Epicrates crassus. Não inclusa na lista de espécies ameaçadas de extinção.

## Descrição
Esta espécie foi originalmente descrita em 1862 pelo herpetologista americano Edward Drinker Cope. Também chamada de jibóia-arco-íris missionária ou jibóia-arco-íris paraguaia, É uma espécie terrestre do gênero Epicrates, da família das jibóias na subordem de cobras. Ele vive em regiões quentes da América do Sul Se distribuí no Brasil a partir dos afluentes do sul do rio Amazonas, ao sul, em todos os estados centrais do país: Rondônia, Tocantins, Pará, Goiás, Mato Grosso, Mato Grosso do Sul, Minas Gerais, São Paulo, até o Paraná; sendo também mencionado no Rio Grande do Sul. Também habita o Paraguai, a Bolívia "no sopé dos Ande" e o nordeste da Argentina. constituindo o limite sul de sua geonemia global, onde é muito escasso, com poucos registros e uma distribuição muito restrita no nordeste da província de Misiones, em uma faixa estreita de 250 km que faz fronteira com a costa do rio Alto Paraná. Lá ele prefere viver em formações abertas e não na selva.
O espécime original é: USNM 12413. É mantido, imerso em etanol, na Divisão de Anfíbios e Répteis do Departamento de Zoologia de Vertebrados do Museu Nacional de História Natural, do Instituto Smithsonian. Alimenta-se especialmente de pequenos mamíferos; complementar sua dieta com pássaros. É mais curto, mais espesso, cilíndrico e sólido do que Epicrates alvarezi. Seu comprimento geralmente não excede 120 centímetros, no caso de fêmeas adultas. É um animal noturno de costumes tímidos. Alimenta-se especialmente de pequenos mamíferos; complementar sua dieta com pássaros. Mata por constrição. É volumoso, lento e facilmente irritável. Ele vagueia pelo chão, apesar de subir em árvores quando se depara com um perigo em potencial. É caçado por seu couro, embora seja morto principalmente pelo medo gerado por todas as cobras, especialmente as grandes. Sofre do desmatamento de seu habitat natural e da transformação de seu ecossistema em terras agrícolas ou pecuária intensiva. A pequena região que habita a Argentina é afetada pela crescente urbanização e pelas explorações agrícolas e plantações florestais, existindo com profundas alterações e perda de habitat. Os espécimes encontrados foram mortos por moradores locais ou coletados nas estradas por terem sido vítimas de colisões de veículos. Além desses problemas, o fato de ser procurado por mascote é acrescentado. Nesse país, é considerado na categoria de: "Em perigo".